# Бассано (Альберта)
Бассано (англ. Bassano) — містечко в Канаді, у провінції Альберта, у складі муніципального району Ньювелл.

## Населення
За даними перепису 2016 року, містечко нараховувало 1206 осіб, показавши скорочення на 5,9%, порівняно з 2011-м роком. Середня густина населення становила 231,2 осіб/км².
З офіційних мов обидвома одночасно володіли 35 жителів, тільки англійською — 1 120, а 5 — жодною з них. Усього 90 осіб вважали рідною мовою не одну з офіційних.
Працездатне населення становило 625 осіб (63,5% усього населення), рівень безробіття — 13,6% (20% серед чоловіків та 6,8% серед жінок). 83,2% осіб були найманими працівниками, а 16% — самозайнятими.
Середній дохід на особу становив $48 937 (медіана $33 536), при цьому для чоловіків — $61 195, а для жінок $36 536 (медіани — $45 120 та $27 029 відповідно).
29,9% мешканців мали закінчену шкільну освіту, не мали закінченої шкільної освіти — 26,4%, 44,2% мали післяшкільну освіту, з яких 16,1% мали диплом бакалавра, або вищий.
| Статево-вікова структура населення | Статево-вікова структура населення | Статево-вікова структура населення | Статево-вікова структура населення | Статево-вікова структура населення |
| ---------------------------------- | ---------------------------------- | ---------------------------------- | ---------------------------------- | ---------------------------------- |
|                                    |                                    |                                    |                                    |                                    |
| Всього                             | Всього                             | 51,5%48,5%                         |                                    |                                    |
| 0 — 14 років                       | 0 — 14 років                       |                                    | 14,5%                              | 14,5%                              |
| 15 — 64 років                      | 15 — 64 років                      |                                    | 59,8%                              | 59,8%                              |
| 65 і більше                        | 65 і більше                        |                                    | 25,7%                              | 25,7%                              |
| 85 і більше                        | 85 і більше                        |                                    | 2,9%                               | 2,9%                               |
| Середній вік (років)               | Середній вік (років)               | 44,847,5                           | 46,1                               | 46,1                               |
| Медіана (років)                    | Медіана (років)                    | 48,050,6                           | 49,3                               | 49,3                               |
| — чоловіки — жінки                 |                                    |                                    |                                    |                                    |

| Походження мешканців:     | Походження мешканців:     | Походження мешканців: | Походження мешканців: | Походження мешканців: |
| ------------------------- | ------------------------- | --------------------- | --------------------- | --------------------- |
| Походження                |                           |                       | осіб                  | %                     |
| Корінні американці        | Корінні американці        |                       | 65                    | 5.39%                 |
| Інше північноамериканське | Інше північноамериканське |                       | 320                   | 26.53%                |
| Європейське               | Європейське               |                       | 920                   | 76.29%                |
| британське                | британське                |                       | 590                   | 48.92%                |
| французьке                | французьке                |                       | 130                   | 10.78%                |
| українське                | українське                |                       | 120                   | 9.95%                 |
| Азійське                  | Азійське                  |                       | 50                    | 4.15%                 |

| Зайнятість населення за галузями (за класифікацією NOC): | Зайнятість населення за галузями (за класифікацією NOC): | Зайнятість населення за галузями (за класифікацією NOC): | Зайнятість населення за галузями (за класифікацією NOC): | Зайнятість населення за галузями (за класифікацією NOC): |
| -------------------------------------------------------- | -------------------------------------------------------- | -------------------------------------------------------- | -------------------------------------------------------- | -------------------------------------------------------- |
|                                                          |                                                          |                                                          |                                                          |                                                          |
| Управління                                               | Управління                                               |                                                          | 12,9%                                                    | 12,9%                                                    |
| Бізнес, фінанси та адміністрування                       | Бізнес, фінанси та адміністрування                       |                                                          | 12,9%                                                    | 12,9%                                                    |
| Природничі та прикладні науки                            | Природничі та прикладні науки                            |                                                          | 3,2%                                                     | 3,2%                                                     |
| Охорона здоров'я                                         | Охорона здоров'я                                         |                                                          | 4,8%                                                     | 4,8%                                                     |
| Освіта, правозахист, муніципальні та урядові служби      | Освіта, правозахист, муніципальні та урядові служби      |                                                          | 6,5%                                                     | 6,5%                                                     |
| Мистецтво, культура, відпочинок та спорт                 | Мистецтво, культура, відпочинок та спорт                 |                                                          | 2,4%                                                     | 2,4%                                                     |
| Роздрібна торгівля та послуги                            | Роздрібна торгівля та послуги                            |                                                          | 20,2%                                                    | 20,2%                                                    |
| Гуртова торгівля, транспорт та обладнання                | Гуртова торгівля, транспорт та обладнання                |                                                          | 24,2%                                                    | 24,2%                                                    |
| Природні ресурси, сільське господарство                  | Природні ресурси, сільське господарство                  |                                                          | 4%                                                       | 4%                                                       |
| Виробництво                                              | Виробництво                                              |                                                          | 7,3%                                                     | 7,3%                                                     |

## Клімат
Середня річна температура становить 4,6°C, середня максимальна – 24,2°C, а середня мінімальна – -17,9°C. Середня річна кількість опадів – 353 мм.
| Клімат поселення                              | Клімат поселення | Клімат поселення | Клімат поселення | Клімат поселення | Клімат поселення | Клімат поселення | Клімат поселення | Клімат поселення | Клімат поселення | Клімат поселення | Клімат поселення | Клімат поселення | Клімат поселення |
| Показник                                      | Січ.             | Лют.             | Бер.             | Квіт.            | Трав.            | Черв.            | Лип.             | Серп.            | Вер.             | Жовт.            | Лист.            | Груд.            |                  |
| Середній максимум, °C                         | −3,65            | −0,41            | 5,36             | 12,64            | 18,40            | 22,82            | 24,20            | 23,81            | 18,19            | 12,12            | 3,11             | −2,84            |                  |
| Середня температура, °C                       | −10,79           | −7,56            | −1,78            | 5,51             | 11,25            | 15,68            | 18,24            | 17,84            | 12,22            | 6,18             | −2,83            | −8,82            |                  |
| Середній мінімум, °C                          | −17,93           | −14,69           | −8,92            | −1,64            | 4,12             | 8,53             | 12,28            | 11,88            | 6,27             | 0,20             | −8,78            | −14,78           |                  |
| Норма опадів, мм                              | 14               | 12               | 17               | 26               | 47               | 67               | 47               | 42               | 38               | 15               | 14               | 14               |                  |
| Середньомісячна швидкість вітру, м/с          | 4.20             | 4.00             | 4.34             | 4.40             | 4.30             | 4.00             | 3.60             | 3.50             | 3.80             | 4.30             | 4.48             | 4.23             |                  |
| Середньомісячна сонячна радіація, кДж/м²·день | 4245             | 7682             | 12988            | 17451            | 20802            | 22288            | 23316            | 19922            | 14053            | 8503             | 4564             | 3248             |                  |
| --------------------------------------------- | ---------------- | ---------------- | ---------------- | ---------------- | ---------------- | ---------------- | ---------------- | ---------------- | ---------------- | ---------------- | ---------------- | ---------------- | ---------------- |
| Джерело:                                      |                  |                  |                  |                  |                  |                  |                  |                  |                  |                  |                  |                  |                  |